# Jean-Pierre Marcon
Pour les articles homonymes, voir Marcon (homonymie).
Jean-Pierre Marcon, né le 21 février 1949 à Saint-Bonnet-le-Froid (Haute-Loire), est un homme politique français.

## Biographie
Originaire de Saint-Bonnet-le-Froid (Haute-Loire), Jean-Pierre Marcon est le fils de Joannès Marcon, négociant en vins, et de Marie-Louise, cuisinière.  Il débute en 1970 sa carrière au Crédit agricole mutuel du sud-est, où il occupe par la suite des fonctions de directeur d'agence, jusqu'en 1992. Jean-Pierre Marcon a également été président du conseil de surveillance de l’hôtel Le Fort du pré de Saint-Bonnet-le-Froid, gérant de l'Hôtel de La Tour à Dunières et propriétaire d'une station-service.

### Carrière politique
Parallèlement à ses activités professionnelles, il est élu maire de sa commune natale, Saint-Bonnet-le-Froid, en 1971, puis de la cité voisine de Dunières, en 1989. Conseiller général de Montfaucon-en-Velay après 1979,  il accède en 1994 à la vice-présidence de l'assemblée départementale, alors dirigée par l'ancien ministre Jacques Barrot (UDF-CDS). Conseiller régional d'Auvergne de 1992 à 1998, il participe également à la création de la Communauté de communes du Pays de Montfaucon, dont il est président de 1996 à 2005, avant d'être remplacé par Olivier Cigolotti.
En mars 2015, il est élu conseiller départemental du canton de Boutières, en binôme avec Brigitte Renaud, et président du Conseil départemental de la Haute-Loire.
Le 3 mars 2017, dans le cadre de l'affaire Fillon, il lâche le candidat LR François Fillon à l'élection présidentielle.

### Carrière parlementaire
En 2004, il est nommé membre du Conseil économique et social (CES). Trois ans plus tard, aux élections législatives de 2007, il est choisi comme suppléant du député sortant Laurent Wauquiez dans la première circonscription de la Haute-Loire. Celui-ci est réélu dès le premier tour, le 10 juin 2007, avant d'être nommé dans le gouvernement de François Fillon. Jean-Pierre Marcon devient alors député, apparenté au groupe UMP, dont il est proche du courant centriste. Il préside le groupe d’études « Hôtellerie, restauration, loisirs » à l’Assemblée nationale.
Spécialiste des questions de tourisme, il est aussi président de l'association de tourisme Valvvf (depuis 2006), et dirige la section des solidarités et politiques sociales au Conseil national du tourisme (depuis 2006).
Lors des élections législatives de 2012, Laurent Wauquiez récupère son siège de député.

### Famille
Jean-Pierre Marcon est le frère de :
- Régis Marcon, chef du Clos des Cimes (3 étoiles au Guide Michelin depuis 2005) à Saint-Bonnet-le-Froid ;
- André Marcon, président de l'Assemblée des chambres françaises de commerce et d'industrie.

## Mandats
- Député de la première circonscription de la Haute-Loire de 2007 à 2012.
- Conseiller général du canton de Montfaucon-en-Velay de 1979 à 2015, puis conseiller départemental du canton de Boutières de mars 2015 à juillet 2021.
- Président du conseil départemental de la Haute-Loire de 2014 à 2021.